# Доњи Мујџићи
Доњи Мујџићи (раније Медени дочић) су насељено мјесто у општини Шипово, Република Српска, БиХ.

## Географија
Кроз насеље протиче ријека Јањ. Смјештено је око 5 километара јужно од Шипова, на путу Стројице — Шипово. Доњи Мујџићи се налазе на десној обали Јања, а Горњи на лијевој. Спаја их мост преко Јања у Доњим Мујџићима. На ријеци се налазе воденица која потиче из 1965. На стијени изнад насеље која се зове Соколина, налазе се остаци града.

## Култура
У насељу се налази храм Српске православне цркве. Изградња храма је започета 16. јуна 2011, а темеље је 16. јула 2011. освештео епископ Хризостом Јевић Храм је изграђен на локацији познатој као Црквина, на којој је постојала црква коју су срушили освајачи у 11. вијеку. Налази се близу моста преко ријеке Јањ. Приликом ископавања темеља за цркву 2011, пронађени су скелетни остаци за које се претпоставља да су припадали црквеном гробљу. Жеља ранијих генерација становника је била да се црква на Црквишту обнови. Одмах испод Црквишта се налази локација на ријеци Јањ позната као Мочило, за коју су везана два народна предања. Према народном предању, у мочило су освајачи бацили црквено звоно, а „ако се икад црква на Црквини обнови, звоно ће само да исплива из мочила близу обале“. Друго предање каже да се у мочилу утопила дјевојка Роса и два вола заједно са воловским колима. Постоји и предање које каже да на стјени Соколина живи бијела вила.

## Историја
На почетку Другог свјетског рата становништво је отишло у збјег, да би по повратку у насеље били ухваћени и живи запаљени у штали. Према свједочењу становништва, Други свјетски рат је прежијела по једна особа из сваке породице.

## Саобраћај
Доњи Мујџићи се налазе на двије путне трасе. Пут Мујџићи — Олићи — Пљева дуг је 5,2 километара. Пут је финансирала Влада Републике Српске, а отворио га је председник Милорад Додик 30. јула 2011. Овај пут се спаја са путем Стројице — Мујџићи — Шипово, који пролази долином Јања.

## Становништво
Становници се називају Мујџичани.
| Националност       | 1991. | 1981. | 1971. | 1961. |
| Срби               | 166   | 156   | 191   | 237   |
| Хрвати             | 2     |       |       |       |
| Југословени        | 1     |       |       |       |
| остали и непознато |       |       |       |       |
| Укупно             | 169   | 156   | 191   | 237   |

| Демографија | Демографија | Демографија |
| Година      | Становника  | Становника  |
| ----------- | ----------- | ----------- |
| 1961.       | 237         |             |
| 1971.       | 191         |             |
| 1981.       | 156         |             |
| 1991.       | 169         |             |

### Презимена
- Тривунчић[1]
- Гајић[1]
- Шкалоња, славе Ђурђевдан (поријеклом су Субашићи (славе Ђурђевдан) из Гламоча)[1]
- Милић[1]
- Марић[1]
- Шобић[1]
- Бужан[1]
- Качар[1]
- Лујић[1]
- Глишић[1]
- Кеџа[1]
- Шејтан[1]